# Ceratophyllus pelecani
Ceratophyllus pelecani är en loppart som beskrevs av Augustson 1942. Ceratophyllus pelecani ingår i släktet Ceratophyllus och familjen fågelloppor. Inga underarter finns listade i Catalogue of Life.